# Downey (California)
Downey, fundada en 1873, es una ciudad del condado de Los Ángeles en el estado estadounidense de California. En el año 2000 tenía una población de 107.323 habitantes y una densidad poblacional de 3,336.4 personas por km².

## Geografía
Downey se encuentra ubicada en las coordenadas 33°56′17″N 118°7′51″O / 33.93806, -118.13083. Según la Oficina del Censo, la ciudad tiene un área total de 32,6 km² (12,6 mi²), de la cual 32,2 km² (12,4 mi²) es tierra y 0,4 km² (0,2 mi²) (1.35%) es agua.

## Demografía
Según la Oficina del Censo en 2000 los ingresos medios por hogar en la localidad eran de $46,000, y los ingresos medios por familia eran $50,017. Los hombres tenían unos ingresos medios de $35,991 frente a los $28,768 para las mujeres. La renta per cápita para la localidad era de $18,197. Alrededor del 11.1% de la población estaban por debajo del umbral de pobreza. Un 57.85% de la población de la ciudad era de origen hispana.

## Educación
El Distrito Escolar Unificado de Downey gestiona las escuelas públicas que sirven a la mayoría de la ciudad.
El Distrito Escolar Unificado de Montebello sirve a una parte pequeña de Downey.

## Ciudades hermanadas
- Alajuela (Costa Rica)
- Efrat (Israel)
- Guadalajara (México) (1960)
- Hermosillo (México)
- Ensenada (México)
- Fresnillo (México)
- Salamanca (México)